# Acanthiza lineata
La acantiza estriada (Acanthiza lineata) es una especie de ave Passeriformes, de la familia Pardalotidae, perteneciente al género Acanthiza. Su nombre común es Striated Thornbill. Es un ave endémica de Australia, que habita en los bosques tropicales y subtropicales.

## Subespecies
- Acanthiza lineata alberti
- Acanthiza lineata chandleri
- Acanthiza lineata clelandi
- Acanthiza lineata lineata
- Acanthiza lineata whitei